# David Wong
Pour les articles homonymes, voir Wong.
Œuvres principales
- John meurt à la fin

David Wong, né le 10 janvier 1975 à Lawrenceville dans l'Illinois, est un écrivain américain de science-fiction. Il est le rédacteur en chef du site humoristique Cracked.com (en).

## Œuvres

### SérieJohn meurt à la fin
1. John meurt à la fin, Super 8, 2014 ((en) John Dies at the End, Permuted Press, 2007)
2. Ce livre est plein d’araignées, Super 8, 2015 ((en) This Book Is Full of Spiders: Seriously, Dude, Don't Touch It, Thomas Dunne Books / St. Martin's Press, 2012)
3. (en) What the Hell Did I Just Read: A Novel of Cosmic Horror, St. Martin's Press, 2017

### SérieZoey Ashe
1. (en) Futuristic Violence and Fancy Suits, 2015Prix Alex 2016
2. (en) Zoey Punches the Future in the Dick, 2020

## Adaptation au cinéma
- John Dies at the End, film réalisé par Don Coscarelli, sorti en 2012.